# William Pachner
William Pachner (7. dubna 1915, Brtnice – 17. listopadu 2017, Woodstock, New York, USA) byl americký malíř českého původu. V New Yorku žil od roku 1945. 
Před příchodem do USA v roce 1939 studoval umění ve Vídni a pracoval jako ilustrátor v Praze. Během války se jeho antifašistické a antinacistické ilustrace objevily v řadě časopisů. Když se v roce 1945 dozvěděl, že všichni členové jeho rodiny byli zabiti Němci, opustil komerční kariéru a rozhodl se, že se nikdy nevrátí ke komerční práci, ale že bude malovat to, co cítí.
Působil jako kolorista, jeho práce obsahuje satirické kresby, erotické figury, biblické židovské a křesťanské motivy, fotomontáže a malby s vysokou intenzitou barev. Později se po ztrátě zraku v jednom oku začal věnovat černobílé malbě. Díla po této době představují ztráty, absence zraku, rodiny a vlasti a téměř nesnesitelnou tíhu osobních a uměleckých anihilací. Zatímco tvar, pohyb a gestika těchto děl ukazují základní vitalitu, tak tyto kresby také ztělesňují tiché hrůzy a násilí. Pachnerovy poslední díla vyjadřují různý význam a ukazují lidskost a připomenutí posvátnosti života.

O svých malbách Pachner řekl: 
„Stejně jako můj krajan Mahler, chci v každém díle na světě, předvést celý koláč, ne jen jediný dílek. Chci ukázat všechny rozpory, paradoxy, ironii, nesnesitelnou bolest, nepopsatelnou radost, tragédii, komedii, frašku, patos a drama. Obojí, jak patetické, tak i autentické děje. Svět, na kterém vše probíhá společně—svět, potřebuje naši péči a naše objetí.“

V posledních letech vystavoval v Tampa Museum of Art, Florida Holocaust Museum a v Muzeu výtvarných umění v St. Petersburgu na Floridě. Paul Smart v článku o výstavě v roce 2012 v muzeu v Tampě napsal:
„Díla (Williama Pachnera) jsou na povrchu abstraktní a přesto autor používá svoje mistrovství jako médium navázání vnitřních příběhů a zkušeností, kde je vidět méně emociálních výbuchů, než v klasických abstraktních expresionistických dílech a více psychologických esejí nebo duchovních úvah v malování.“